# Eldor Shomurodov
Eldor Azamat oʻgʻli Shomurodov, (Jarqoʻrgʻon, 1995. június 29. –) üzbég válogatott labdarúgó, a Spezia támadója kölcsönben az AS Roma csapatától.

## Pályafutása

### Klubcsapatokban
Shomurodov az üzbég Mash'al Mubarek csapatánál kezdte labdarúgó-pályafutását, 2015 és 2017 között pedig az élvonalbeli Bunyodkor színeiben futballozott. 2017 nyarán szerződtette őt az orosz élvonalbeli Rosztov, ahol nyolcvan bajnoki mérkőzésen tizenhat gólt szerzett 2017 és 2020 között. 2020-ban Olaszországba szerződött, a Genoa csapatában a 2020–2021-es szezonban harmincegy mérkőzésen nyolc gólt szerzett a Serie A-ban. 2021 nyarán leigazolta az AS Roma csapata, ahol rögtön első idényében UEFA Európa Konferencia Liga-győztes lett.

### Válogatott
Többszörös üzbég utánpótlás-válogatott, tagja volt a 2015-ös U20-as labdarúgó-világbajnokságon negyeddöntős üzbég csapatnak. Shomurodov 2015. szeptember 3-án mutatkozott be az üzbég labdarúgó-válogatottban egy Jemen elleni világbajnoki selejtezőmérkőzésen. Az üzbég-válogatott tagjaként pályára lépett a 2019-es Ázsia-kupán.

## Sikerei, díjai
- AS Roma
  - UEFA Konferencia Liga: 2021–2022